# Johann Samuel Strimesius
Johann Samuel Strimesius  (auch: Strimes; * 26. Juli 1684 in Frankfurt (Oder); † 27. Dezember 1744 ebenda) war ein deutscher Rhetoriker und Historiker.

## Leben
Der Sohn des Samuel Strimesius (1648–1730) wurde am 23. Dezember 1688 an der Brandenburgischen Universität Frankfurt deponiert und unter dem Rektorat seines Vaters am 29. April 1699 erneut immatrikuliert. In Frankfurt (Oder) erwarb er den akademischen Grad eines Magisters der Philosophie und verfolgte einen akademischen Werdegang. So erhielt er 1710 die Professur der Rhetorik und Geschichte an der Universität Königsberg. In jener Tätigkeit war er mehrfach Dekan der philosophischen Fakultät und beteiligte sich in den Sommersemestern 1722 sowie 1732 als Rektor der Alma Mater auch an deren organisatorischen Aufgaben. Strimesius hatte sich vor allem als einer der ersten Journalisten Königsbergs einen Namen gemacht.
Als Senior der philosophischen Fakultät hatte er 1734 versucht, den Pietisten Franz Albert Schultz (1692–1763) zu verspotten und sich dabei selbst zum Gespött gemacht. Dieser Versuch zog einen juristischen Prozess nach sich. Am 20. April 1735 wurde Strimesius wegen Alkoholmissbrauchs, Verleumdung und Veruntreuung öffentlicher Gelder von seinen Ämtern entbunden. Er zog danach nach Berlin weiter und kehrte in seinen Geburtsort zurück, wo er in elenden Verhältnissen verstarb.

## Werke
- Historisch-geographisch- und genealogische Anmerkungen über verschiedene in den neusten Zeitungen vorkommende besondere Sachen. Königsberg 1723–1734 (auch ins schwedische übersetzt unter dem Titel Historisk- geographisk- och genealogiske anmärkningar öfwer MDCCXXIII/MDCCXXV års Post-tidningar, i Königsberg samma år wecketals utgifne. 1–3. Stockholm 1726–1727).
- Politische Zeitungen in lateinischer Sprache. 1719–1723.
- Dissertatio de Deo Romanorum termini. Königsberg 1710.
- De justitia universali. Königsberg 1712.

## Weblink
- Arbeitsstelle für kulturwissenschaftliche Forschungen Engi

| Personendaten    | Personendaten                       |
| ---------------- | ----------------------------------- |
| NAME             | Strimesius, Johann Samuel           |
| ALTERNATIVNAMEN  | Strimes                             |
| KURZBESCHREIBUNG | deutscher Rhetoriker und Historiker |
| GEBURTSDATUM     | 26. Juli 1684                       |
| GEBURTSORT       | Frankfurt (Oder)                    |
| STERBEDATUM      | 27. Dezember 1744                   |
| STERBEORT        | Frankfurt (Oder)                    |